# Бисбрук, Жорж ван
Жорж А. ван Бисбрук (англ. George A.Van Biesbroeck, 1880—1974) — бельгийско-американский астроном.

## Биография
Родился 21 января 1880 г. в Генте, Бельгия. Учился на инженерной специальности в Гентском университете, который закончил в 1902 г. Два года трудился по специальности. В 1904 г. оставил профессию и приступил к работе в Королевской обсерватории Бельгии в Уккеле. В 1915 г., во время Первой мировой войны, переехал в США, где работал в Йеркской обсерватории Чикагского университета в Уильямс-Бэй (штат Висконсин, США). В 1945 г., в возрасте 65 лет, ушёл на пенсию в звании почётного профессора Чикагского университета. С 1963 г. — консультант Лунно-планетной лаборатории Аризонского университета. Умер 23 февраля 1974 г. в возрасте 94 лет.
| (990) Йеркс             | 23 ноября 1922  |
| (993) Молтона           | 12 января 1923  |
| (1024) Хейл             | 2 декабря 1923  |
| (1027) Эскулапия        | 11 ноября 1923  |
| (1033) Симона           | 4 сентября 1924 |
| (1045) Михела (Michela) | 19 ноября 1924  |
| (1046) Эдвин (Edwin)    | 1 декабря 1924  |
| (1079) Мимоза (Mimosa)  | 14 января 1927  |
| (1270) Датура           | 17 декабря 1930 |
| (1312) Вассар (Vassar)  | 27 июля 1933    |
| (1464) Армистиция       | 11 ноября 1939  |
| (2253) Эспинет          | 30 июля 1932    |
| 2463 Sterpin            | 10 марта 1934   |
| 3211 Louispharailda     | 10 февраля 1931 |
| (3378) Сьюзанвиктория   | 25 ноября 1922  |
| (3641) Уильямс-Бэй      | 24 ноября 1922  |

## Вклад в науку
Ван Бисбрук работал в первую очередь в области наблюдательной астрономии. Его работы связаны с двойными, переменными звёздами, звёздами низкой светимости в окрестностях Солнца. Кроме того, проводил наблюдения комет, малых планет, спутников планет. Открыл периодическую комету (53P/Van Biesbroeck), две непериодические: C/1925 W1 (Ван Бисбрука 1) и C/1935 Q1 (Ван Бисбрука 2), и 16 астероидов.
В 1957 г. награждён медалью Джеймса Крейга Уотсона Национальной академии наук США.
В честь ван Бисбрука названы астероид ((1781) Ван Бисбрук), кратер на Луне, звезда ван Бисбрука (красный карлик, Wolf 1055 B). В 1979 г. Американское астрономическое общество утвердило премию Жоржа ван Бисбрука.
Астероиды (1033) Симона и (1045) Михела, открытые в 1924 году, названы в честь дочерей астронома, а астероид  (1046) Эдвин — в честь его сына.